# SAI KZ III
Le SAI KZ III était un avion utilitaire biplace léger danois, conçu au cours de la Seconde Guerre mondiale par la société Skandinavisk Aero Industri (SAI) et utilisé par le Service d'ambulance aérienne danois et l'Armée de l'air royale danoise. Avec 64 exemplaires fabriqués, il est le modèle le plus produit par SAI.

## Historique
Le prototype du KZ III effectua son premier vol le 11 septembre 1944, alors que le Danemark était toujours sous occupation allemande. Il était en fait déguisé en ambulance, et les Allemands avaient autorisé la construction d'un appareil pour le Service d'ambulance aérienne danois,.
Deux KZ III furent vendus en 1945 à l'Armée de l'air royale danoise comme avions de liaison, et certaines de ces machines furent vendues à des clients étrangers en Suède, en Norvège, en Islande et en Belgique.
Quatre exemplaires (les OY-DHY, OY-DYZ, OY-DUZ et OY-DZA) furent équipés pour des missions d'évacuation sanitaire, et pouvaient embarquer des civières par la porte de gauche. Le KZ III en version ambulance fut utilisé par le corps de recherche et sauvetage jusqu'en 1963. Il pouvait atterrir sur presque toutes les petites îles danoises et fut aussi utilisé à d'autres fins que les vols sanitaires.
Une version améliorée basée sur le KZ III, le SAI KZ VII Lærke fut également développée, puis produite à plus de 50 exemplaires.

## Caractéristiques
Le prototype du KZ III était un monoplan à aile haute biplace, avec un fuselage fait d'une structure tubulaire en acier soudée et des ailes et des gouvernes en bois recouvertes de toile et de contreplaqué. Il était équipé d'un de Havilland Gipsy Minor (en) de 90 ch (66,19 kW), entraînant une hélice bipale en bois à pas fixe Weybridge de 1,9 m de diamètre. La version de série recevait un moteur à pistons à 4 cylindres en ligne inversés refroidis par air Blackburn Cirrus Minor II (en) de 100 ch (75 kW).

## Exemplaires préservés

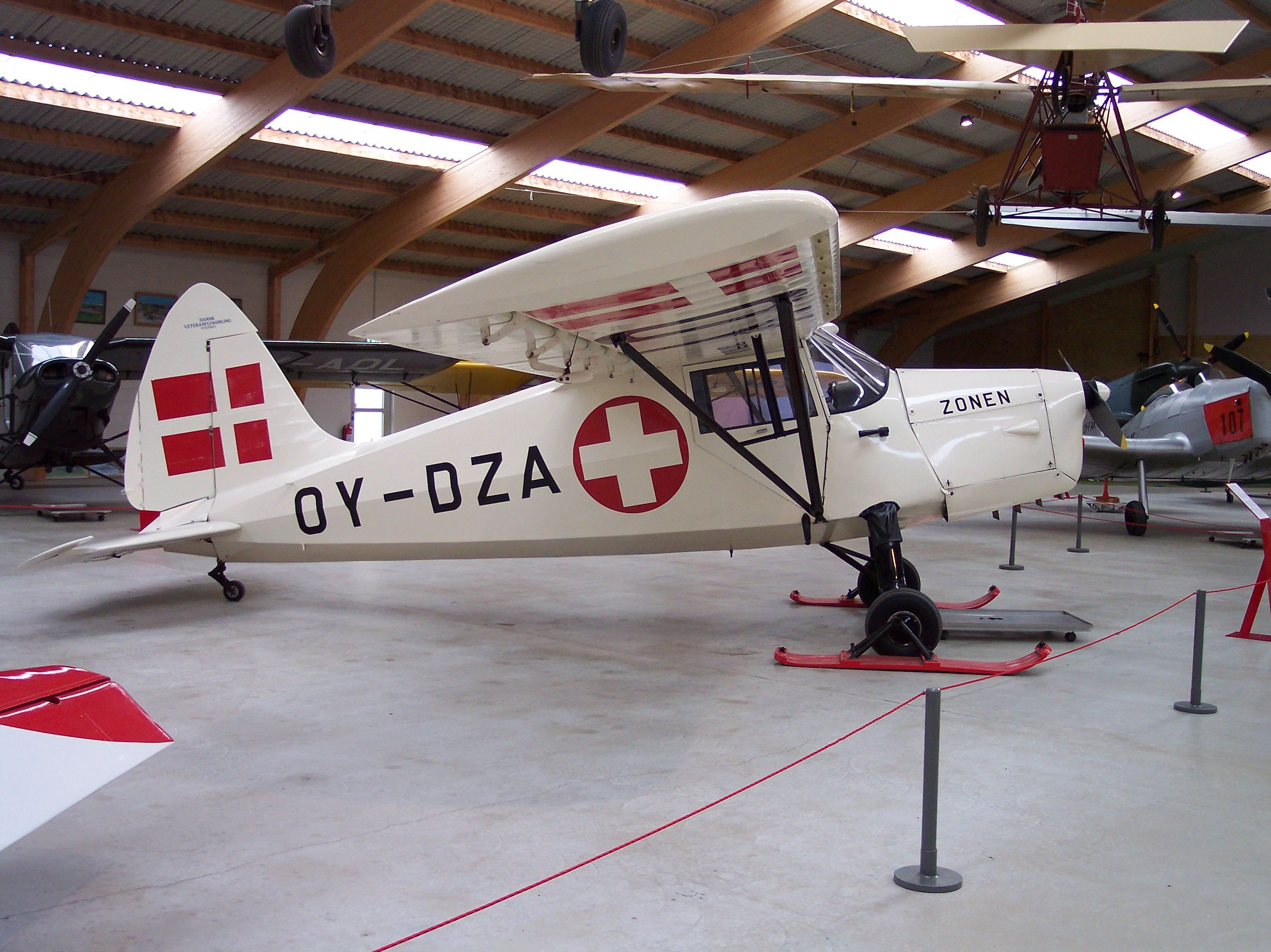
L'avion-ambulance KZ III immatriculé OY-DZA, photographié au Musée de l'Aviation danoise.

Plusieurs exemplaires ont été préservés ou restaurés par des propriétaires privés. Un exemplaire de 1946 en parfait état de vol est préservé au Musée de l'aviation danoise (en) (photo ci-contre). Immatriculé OY-DZA, il a effectué de nombreuses missions de transport sanitaire aérien et a effectué sa dernière mission de transport de patients de Hesselø à Holbæk le 11 décembre 1962,.

## Spécifications techniques
Données de Jane's all the World's Aircraft 1947
Caractéristiques générales
- Équipage : 1 pilote
- Capacité : 1 passager
- Longueur : 6,6 m
- Envergure : 9,6 m
- Hauteur : 2,1 m
- Surface alaire : 13 m2
- Profil : NACA 12023
- Masse à vide : 368 kg
- Masse typique : 475 kg
- Masse maximale au décollage : 706 kg, avec le réservoir auxiliaire plein (34 kg) et des bagages supplémentaires (21 kg).
- Moteur : 1   Moteur à pistons à 4 cylindres en ligne inversés refroidis par air. Blackburn Cirrus Minor II (en) de 100 ch (75 kW)
- Carburant : 41 litres

 Performances 
- Vitesse maximale : 185 km/h
- Vitesse de croisière : 170 km/h
- Vitesse de décrochage : 55 km/h
- Distance franchissable : 805 km
- Plafond : 4 115 m
- Vitesse ascensionnelle : 216 m/min
- Charge alaire : 48,83 kg/m2
- Rapport poids-puissance : 4,75 kg/ch